# هایلند لیکس (نیوجرسی)
هایلند لیکس (به انگلیسی: Highland Lakes) یک منطقهٔ مسکونی در ایالات متحده آمریکا است که در ورنون، نیوجرسی واقع شده‌است. هایلند لیکس ۱۵٫۷۹۷ کیلومتر مربع مساحت و ۴٬۹۳۳ نفر جمعیت دارد و ۳۸۹ متر بالاتر از سطح دریا واقع شده‌است.